# Öttums landskommun
Öttums landskommun var en tidigare kommun i dåvarande Skaraborgs län.

## Administrativ historik
Kommunen inrättades i Öttums socken i Skånings härad i Västergötland när 1862 års kommunalförordningar trädde i kraft.
Vid Kommunreformen 1952 uppgick kommunen i Kvänums landskommun som 1974 uppgick i Vara kommun.